# Grégoire Orban de Xivry
Grégoire Antoine Emile Orban de Xivry (La Roche, 6 maart 1827 - 4 juli 1898) was een Belgisch senator.

## Levensloop
Behorende tot de Luxemburg-Luikse familie Orban de Xivry, was hij een zoon van Claude-François Orban, leerlooier, burgemeester van La Roche en lid van de Provinciale Staten van Luxemburg, en van Antoinette de Xivry. Twee van zijn vele broers werden Belgisch parlementslid, Louis Orban de Xivry als volksvertegenwoordiger en Edouard Charles Orban de Xivry als senator. Hij trouwde met Stéphanie de Zangré (1826-1884) en ze kregen twee kinderen, onder wie senator Alfred Orban de Xivry (1857-1922). 
Grégoire promoveerde tot doctor in de rechten (1854) aan de Katholieke Universiteit Leuven. Hij was in zijn gemeente voorzitter van de kerkfabriek.
Hij was provincieraadslid van 1864 tot 1868 en was ook vrederechter in La Roche. In 1884 werd hij katholiek senator voor het arrondissement Aarlen-Bastenaken-Marche en vervulde dit mandaat tot in 1898. Hij was ook lid van de algemene raad van de Algemene Spaar- en Lijfrentekas.
Als eerste van de familie werd hij in 1871 in de Belgische erfelijke adel opgenomen en kreeg in 1886 de titel van baron, overdraagbaar bij eerstgeboorte.